# أندريس خافيير موسكيرا
أندريس خافيير موسكيرا (بالإسبانية: Andrés Javier Mosquera) هو لاعب كرة قدم كولومبي في مركز الهجوم، ولد في 19 سبتمبر 1989 في ميديلين في كولومبيا. لعب مع نادي إنفيغادو.

## وصلات خارجية
- أندريس خافيير موسكيرا على موقع قاعدة بيانات كرة القدم.إي يو (الإنجليزية)
- أندريس خافيير موسكيرا على موقع Soccerway.com (الإنجليزية)
- أندريس خافيير موسكيرا على موقع AS.com (الإسبانية)